# PARALLEL (GFRIENDのアルバム)
『PARALLEL』（パラレル）は、韓国の女性アイドルグループGFRIENDの5番目のミニ・アルバムである。2017年8月1日にLOENエンターテインメントから発売された。

## 概要
- 『THE AWAKENING』に続き、5ヶ月ぶりに発売するアルバムで、従来の「清純」コンセプトに回帰して発売するアルバムである。
- タイトル曲「耳をすませば 〜LOVE WHISPER〜」は、アルバムの発売された時期である夏の雰囲気を表わしたダンス曲である。

## 収録曲
| #  | タイトル                                          | 作詞 | 作曲・編曲 |
| -- | ------------------------------------------------- | ---- | ---------- |
| 1. | 「INTRO (BELIEF)」                                |      |            |
| 2. | 「귀를 기울이면 (LOVE WHISPER)（→耳を澄ませば）」 |      |            |
| 3. | 「두 손을 모아 (AVE MARIA)（→両手を集めて）」     |      |            |
| 4. | 「이분의 일 1/2 (ONE-HALF)（→二分の一）」         |      |            |
| 5. | 「LIFE IS A PARTY」                               |      |            |
| 6. | 「빨간 우산 (RED UMBRELLA)（→赤い傘）」           |      |            |
| 7. | 「그루잠 (FALLING ASLEEP AGAIN)（→本睡眠）」      |      |            |
| 8. | 「귀를 기울이면 (LOVE WHISPER)」(Inst.)           |      |            |